# Distichophyllum lixii
Distichophyllum lixii là một loài Rêu trong họ Hookeriaceae. Loài này được (Broth.) Thér. mô tả khoa học đầu tiên năm 1932.